# Синтакса
Синтакса проучава правила која одређују како се речи комбинују у реченице у датом језику. Према алтернативној дефиницији (која избегава појам „речи") синтакса је проучавање узајамних односа међу елементима реченичне структуре, као и правила која одређују низање реченица у следовима. У таквом смислу може се онда говорити о „синтакси речи“. У генеративној лингвистици синтаксичка компонента је један од три главна организациона одељка граматика (друга два су фонолошка и семантичка компонента) која садржи правила за генерисање синтаксичких структура, нпр. правила фразне структуре, трансформациона правила. Природа синтаксичких правила у склопу ове компоненте варира између разних граматичких теорија.

### Историја
Радови на граматици су се писали доста пре него што се појавила модерна синтакса; Панинијево дело Ashtadhyayi често се наводи као пример предмодерног рада који се приближава префињености модерне синтаксичке теорије.
Дионизије Трачанин (2. век п. н. е.), граматичар александријске школе, дао је познату дефиницију реченице: спој речи који изражава завршену мисао. Аполоније Дискол (2. век п. н. е.), такође вредан граматичар александријске школе, један је од првих граматичара у свету који се почео озбиљније интересовати за синтаксичку проблематику. Он је први поставио одређене оквире синтаксичком проучавању тако што је тврдио да синтакса треба да се бави правилима повезивања речи у реченици.
Вековима је rad на синтакси био доминантан оквиром познатим као Grammaire generale, кога је изложио Антоан Арно, 1660. године, у книзи истог назива. Овај систем имао је као своју основну премису претпоставку да је језик директан одраз мисаоних процеса.
У XIX веку са развојем историјско-компаративне лингвистике, лингвисти су почели да схватају праву разноликост људског језика и да испитују основне претпоставке о вези језика и логика.
Све до XX века синтакса је била доста запостављена у поређењу са фонологијом и морфологијом. Слабо напредовање синтаксичких студија било је условљено методолошким недостацима. Синтаксичким појавама прилазило се искључиво са значењске стране, уз примену субјективних критерија у анализи, што је условило недостатак научне прецизности.
Тридесетих година XX века долази до првих озбиљних новина у синтакси. Тада су се, на пример, прочуле идеје лингвисте Ота Јесперсена, који је о синтаксичким конструкцијама изнео низ оригиналних запажања, која су стимулативно деловала на развој синтаксичког метода како у Европи, тако и у Америци. У то време, проширује се и област синтаксичких студија.
Корак напред у развоју синтаксе постигнут је када је примењен структурални метод. У Европи је структурализам деловао позитивно на развој синтаксичких испитивања.
Један од највећих догађаја у развоју лингвистике је заснивање генеративне граматике крајем педесетих година XX века. Пошто је генеративни метод прво уведен у домен синтаксе, током шездесетих година синтакса је била обрађивана интензивније од других језичких области. Циљ генеративне граматике је утврђивање правила по којима се стварају реченице. Творац генеративне граматике је Ноам Чомски. Генеративну граматику многи називају трансформационом граматиком.
Почетком седамдесетих година XX века синтаксичке студије су почеле да се удружују са семантичким.

### Синтаксичке јединице
Синтакса полази од речи као основне синтаксичке јединице, а највећа пажња посвећује се формирању и саставу виших јединица синтаксе, као што су синтагме и реченице. Реченица је највиша јединица синтаксе, зато што, без обзира на своју сопствену структуру, није саставни део неке веће конструкције или облика, него у комуникацији функционише самостално. Најнижа јединица синтаксе је реч. За синтаксу је реч елементарна, тј. проста, недељива, нерашчлањена јединица која ступа у граматичке односе са другим јединицама, творећи конструкције на различитим степенима. Први такав степен чине синтагме - групе од две или више граматички повезаних речи које саме не изражавају предикацију (везу субјекта и предиката), али учествују у структури виших јединица које ову везу исказују. Према врсти речи које садрже и карактеру њихових односа, синтагме се обично деле на именичке, глаголске, придевске, прилошке, предлошке и сл. A према синтаксичкој функцији, тј. улози која им припада на следећем вишем степену, могу се делити на субјекатске, предикатске, објекатске, одредбене итд.
На следећем степену налазимо јединице које изражавају предикацију. Оне се по традицији називају реченицама, али пошто многе реченице не обухватају оба главна елемента предикације, или пак садрже више од једне такве везе, за једну субјекатско-предикатску везу употребљава се термин клауза (цлаусе). Због учествовања у структури сложених реченица клауза је као синтаксичка јединица нижа од реченице – као што је, из аналогних разлога, виша од синтагме, иако су реченица и клауза често функционално подударне. Функционално гледано, главни делови клаузе су субјекат и предикат, а у појмовним категоријама то су тема (оно о чему се говори) и коментар (оно што се о томе каже).
Према синтаксичком статусу клаузе се деле на независне, које могу да стоје самостално, и зависне, које не могу да стоје самостално. Независне клаузе су тако еквивалентне простим реченицама, а зависне клаузе улазе у састав сложених реченица. Зависне клаузе даље се по функцији могу делити на именичке, придевске, прилошке и сл., а по значењу на временске, месне, условне, узрочне, изричне, односне, допусне, поредбене, последичне реченице.
Ако реченица садржи само једну клаузу, она је проста, а ако садржи две или више клауза, она је сложена. Када су те клаузе у напоредном односу координације, што значи да су синтаксички равноправне па би свака од њих могла да функционише и самостално, кажемо да је таква реченица напоредно сложена. A када су клаузе у зависном односу субординације, што значи да су синтаксички неравноправне, јер би само једна од њих (управна) могла да стоји сама за себе али друга (зависна) не би, кажемо да је таква реченица зависно сложена.
Поред наведене поделе према структури, реченице се могу класификовати и према функцији – на изјавне (потврдне или одричне), упитне, заповедне и узвичне.

### Синтаксичке конструкције
Из дефиниције конструкције, по којој је конструкција комбинација двеју или више речи између којих постоји нека граматичка веза, излази да реч као основна јединица синтаксе није у исти мах и конструкција, али да синтагма, клауза и реченица то јесу. Појмови јединице и конструкције се узајамно не искључују, него се складно допуњују, разликујући се по томе како се гледа на неку дату комбинацију речи. Гледано са становишта њиховог састава, све јединице изнад нивоа речи су конструкције, али гледано са становишта њихове улоге у већим конструкцијама, све се јављају као јединице. Дакле, први поглед тиче се структуре, а други функције. Ова међуигра структуре и функције улази у саме основе синтаксе.
Унутар ширих конструкција, неки елементи су међусобно ближи него неки други. Елементи који стоје један до другог теже да један са другим уђу у конструкцију, образујући јединицу вишег реда, при чему се овај процес може степенасто понављати. Тако се на линеарни редослед надограђује хијерархијска структура. У синтакси се током анализе конструкција путем сукцесивних пресека на сваком степену издвајају непосредни конституенти, све док се не дође до крајњих конституената – појединих речи као најмањих јединица тог плана структуре.
Поред поделе према нивоу синтаксичке структуре (синтагма, клауза, реченица), конструкције се могу делити и према типу, тј. према врсти граматичке везе између њихових конституената. Најопштија подела свих конструкција према типу, која се у неком облику може применити на све језике света, јесте подела на тзв. ендоцентричне (’унутрашње’, ’центриране’) и ексоцентричне (’спољне’, ’нецентриране’) конструкције. Код ендоцентричних конструкција бар један конституент припада истој синтаксичкој класи као и цела конструкција, тј. обоје се једнако понашају у већим конструкцијама, док код ексоцентричних конструкција то није случај, јер цела конструкција није синтаксички сводљива на било који конституент. Оба главна конструкциона типа даље се деле на подврсте. Ендоцентричне конструкције могу најпре да буду подређене или напоредне. Подређене имају управни и зависни конституент (центар односно атрибут), или више једних или других. Напоредне конструкције не показују однос управног и зависног члана. Ексоцентричне конструкције су могу да буду управљачке, када један од конституената „управља“ другим; повезивачке, када један конституент служи као спона; предикационе, када су конституенти у односу субјекта и предиката, итд.
Различити типови конструисања функционишу једни унутар других, па се подела према типу укршта са поделом према нивоу. Конструкција је шири појам од реченице, јер ову обухвата као једну од својих подврста.

### Синтаксичке функције
Појам синтаксичке функције односи се на улогу коју нека јединица игра у некој конструкцији, а пошто су све синтаксичке јединице изнад нивоа речи и саме конструкције, ово значи да је функција често улога коју мања конструкција има у структури веће конструкције.
Функционални елементи у структури клаузе, који се обично називају члановима реченице, могу да се поделе у три категорије: (1) примарне, (2) секундарне и (3) независне.
(1) Примарни су они основни елементи који су неопходни да би се уопште говорило о клаузи, тј. субјект и предикат. Субјект је именичка реч или конструкција која типично претходи главном глаголу у клаузи и најтешње је с њим повезана. Субјекат је обично у номинативу, и диктира другим речима слагање у граматичким категоријама. Најчешће је подударан са темом исказа, а често и са вршиоцем радње. Поред граматичког субјекта јавља се и тзв. логички субјект (нпр. Тај документ је издат од надлежне службе, где је тај документ граматички, а надлежна служба логички субјект). У флективним језицима субјект не мора увек да буде засебно изражен, али је тада морфолошки укључен у облик предиката (нпр. ср. Идемо према Идете итд., где наставци сигнализују субјекте ’ми’, ’ви’ итд).
Предикатом се именује, конкретизује ситуација и приписује субјекатском појму. Обично обухвата све осим субјекта, дакле минимално глагол у личном облику (без кога нема предикације, па тако ни клаузе, јер се, с неким изузецима, предикациона веза не може градити само од безличних глаголских облика какви су инфинитиви и партиципи). Предикат се најчешће подудара са коментаром исказа. Граматичко-семантичка природа глагола одређује да ли ће он сам бити довољан за изграђивање предикације или ће му за то бити неопходна и нека врста допуне. Глаголи непотпуне предикације, чији су типични представници они за значењем ’бити’, обично траже допуну у облику предикатива (именског дела предиката). У неким језицима и дијалектима, такви глаголски облици –названи копуле или споне – и не јављају се у неким конструкцијама, него се предикатив директно додаје субјекту (нпр. руски Он больноǔ или црначки енглески у САД Хе сицк ’Он ⁄је ⁄ болестан’).
Прелазни глаголи могу да захтевају изражен објекат – именичку реч или конструкцију која се слаже са субјектом и глаголом, често изражавајући примаоца или циљ радње. Објекти могу да буду директни или индиректни, према непосредном односно посредном дејству радње на примаоца. Неки глаголи (као дати) обично захтевају обе врсте објекта; некада је потребна и допуна објекта. Све наведене врсте допуна, које улазе у састав предиката као граматички обавезни делови конструкције, убрајају се у примарне елементе клаузе,
(2) Секундарни елементи у начелу нису неопходни за основну структуру клаузе, али служе као модификатори и повезивачи примарних елемената. Модификатори су разноврсне одредбе атрибутивног карактера, када на придевски начин одређују именичке речи, или пак адвербијалног карактера, када на прилошки начин одређују глаголске речи или целу клаузу. У функцији модификације могу се наћи разне врсте речи и синтагми, па и клауза. Повезивачи су типично везници, али то могу бити и предлози, заменице, прилози и слично.
(3) Независни елементи су речи или конструкције без непосредне граматичке везе са другим елементима, као што су међутим, уопште узев, осим тога итд.
Елементи сва три изложена типа могу да буду прости, када се само једна реч или конструкција налази у датој функцији, или сложени, ако се као експонент неке функције јави више међусобно повезаних јединица или конструкција.
За разлику од језика код којих је однос субјекта и објекта граматички сигнализован опозицијом номинатива и акузатива, у тзв. ергативним језицима објект прелазног глагола је у истом падежу као и субјект непрелазног глагола – апсолутиву, док је субјект прелазног глагола у другом падежу – ергативу.
Језици којима недостају формалне ознаке граматичких веза типа субјект-предикат често у први план истичу информацијску структуру типа тема-коментар, па би се нпр. у кинеском Ја сам већ видео Лија рекло: ’Ли, ја ја сам већ видео (га)’, са најавом теме на почетку и коментаром после ње. Сви језици, без обзира на тип структуре, имају начина да истакну нову информацију а потисну већ познати део обавештења.